# FIDE Grand Prix 2008/2010
FIDE Grand Prix 2008/2010 – cykl sześciu turniejów szachowych, które rozegrane zostały w latach 2008–2010, mający na celu wyłonienie dwóch uczestników meczów pretendentów, które zostały rozegrane w maju 2011 r. w Kazaniu (zwyciężył w nich Boris Gelfand). Organizacja turniejów Grand Prix była kolejną propozycją Międzynarodowej Federacji Szachowej reformującą system wyłaniania mistrza świata.
Do uczestnictwa w cyklu zakwalifikowano 21 szachistów (większość ze ścisłej światowej czołówki), z których każdy zobowiązany był do udziału wyłącznie w czterech turniejach. Po zmianach pod koniec 2008 r. czterech uczestników zostało zastąpionych innymi. W każdej eliminacji wystąpiło 14 zawodników, którzy rozegrali po 13 rund systemem kołowym. Obowiązywało tempo gry 120 minut na pierwsze 40 posunięć, następnie 60 minut na kolejne 20 posunięć oraz po 15 minut na dokończenie partii (począwszy od 61. posunięcia zawodnicy otrzymywać będą 30 sek. po wykonaniu każdego ruchu). W czasie gry uczestnikom nie wolno było składać propozycji remisowych, takie zakończenie partii mogło nastąpić jedynie w przypadku trzykrotnego powtórzenia pozycji, wiecznego szacha, powstania na szachownicy teoretycznej pozycji remisowej oraz wykonania przez graczy 50 posunięć bez ani jednego zabicia bierki przeciwnika („zasada 50 posunięć”).
Z uczestnictwa w turniejach Grand Prix zrezygnowało czterech najlepszych w ówczesnym okresie (mających najwyższe rankingi) szachistów świata (Viswanathan Anand – 2803, Władimir Kramnik – 2788, Aleksander Morozewicz – 2774 i Weselin Topałow – 2767). Oznacza to, że na liście startowej nie był obecny żaden z mistrzów świata.
Pierwszy z turniejów rozegrany został na przełomie kwietnia i maja 2008 r. w Baku, kolejne w Soczi (lipiec/sierpień 2008), Eliście (grudzień 2008; pierwotnie w Dosze), Nalczyku (kwiecień 2009, pierwotnie Montreux), Dżermuku (sierpień 2009; pierwotnie Elista) i Astrachaniu (maj 2010, pierwotnie Karlowe Wary). Zgodnie z harmonogramem, ostatni turniej miał zostać rozegrany w grudniu 2009 r., jednakże z powodów organizacyjnych odbył się 5 miesięcy później.
W grudniu 2008 r. z uczestnictwa w cyklu zrezygnowali Magnus Carlsen oraz Michael Adams, a w wyniku tych zmian z cyklu wykluczeni zostali Yannick Pelletier oraz Mohamad Al-Modiahki. W ich miejsce do cyklu dopuszczeni zostali Władimir Akopian, Jewgienij Aleksiejew, Paweł Eljanow, Rustam Kasimdżanow oraz Rusłan Ponomariow, który wystąpił tylko w jednym turnieju.
Ostatecznie po 6 turniejach dwa pierwsze miejsca zajęli Lewon Aronjan oraz Teymur Rəcəbov i to oni zdobyli awans do turnieju pretendentów, w którym uczestniczyć również będą Weselin Topałow (wicemistrz świata, Sofia 2010), Gata Kamski (uczestnik finałowego meczu pretendentów, Sofia 2009), Boris Gelfand (zdobywca Pucharu Świata, Chanty-Mansyjsk 2009), Magnus Carlsen i Władimir Kramnik (obaj dzięki wysokim rankingom) oraz zawodnik wytypowany przez gospodarza turnieju.

## Końcowa klasyfikacja cyklu

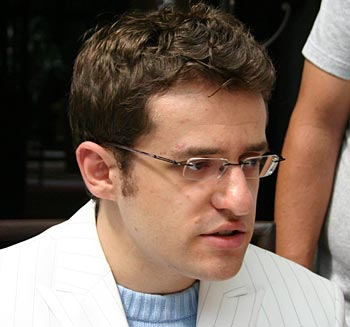
Lewon Aronjan, zwycięzca cyklu

do punktacji końcowej zaliczane były 3 najlepsze wyniki
| Zawodnicy             | I      | II  | III    | IV  | V   | VI  | Punkty |
| --------------------- | ------ | --- | ------ | --- | --- | --- | ------ |
| Michael Adams *       | 85     | –   | –      | –   | –   | –   | 0      |
| Władimir Akopjan      | X      | X   | 15     | 140 | 35  | 20  | 195    |
| Jewgienij Aleksiejew  | –      | –   | 35     | 85  | 100 | 116 | 301    |
| Mohamad Al-Modiahki * | –      | 15  | –      | –   | –   | –   | 0      |
| Lewon Aronjan         | –      | 180 | –      | 180 | 140 | –   | 500    |
| Etienne Bacrot        | 15     | –   | 80     | 105 | 55  | –   | 240    |
| Magnus Carlsen *      | 153,33 | –   | –      | –   | –   | –   | 0      |
| Iwan Czeparinow       | 35     | 45  | 50     | –   | 10  | –   | 130    |
| Pawło Eljanow         | X      | X   | 35     | 20  | 70  | 180 | 285    |
| Vüqar Həşimov         | 153,33 | 65  | 110    | –   | –   | 70  | 333,33 |
| Borys Gelfand         | –      | 30  | –      | 85  | 140 | 45  | 255    |
| Aleksander Griszczuk  | 105    | 45  | 153,33 | 105 | –   | –   | 363,33 |
| Ernesto Inarkiew      | 15     | –   | 15     | –   | 20  | 20  | 55     |
| Wasyl Iwanczuk        | –      | 65  | –      | 20  | 180 | 20  | 265    |
| Dmitrij Jakowienko    | –      | 90  | 153,33 | –   | 35  | 116 | 359,33 |
| Gata Kamski           | 60     | 120 | –      | 55  | 55  | –   | 235    |
| Siergiej Kariakin     | 60     | 90  | –      | 55  | 80  | –   | 230    |
| Rustam Kasimdżanow    | X      | X   | 80     | 20  | 100 | –   | 200    |
| Peter Leko            | –      | –   | 80     | 140 | 100 | 70  | 320    |
| Şəhriyar Məmmədyarov  | 105    | –   | 80     | 55  | –   | 116 | 301    |
| David Navara *        | 35     | 15  | –      | –   | –   | –   | 50     |
| Yannick Pelletier *   | –      | –   | –      | –   | –   | –   | 0      |
| Rusłan Ponomariow     | X      | X   | X      | X   | X   | 116 | 116    |
| Teymur Rəcəbov        | 60     | 150 | 153,33 | –   | –   | 116 | 419,33 |
| Piotr Swidler         | 85     | 90  | –      | 55  | –   | 45  | 230    |
| Wang Yue              | 153,33 | 120 | 80     | –   | –   | 70  | 353,33 |

* – zawodnicy, którzy zrezygnowali bądź zostali wykluczeni z udziału

## Punktacja oraz nagrody
| Miejsce | Nagrody finansowe | Punkty Grand Prix |
| ------- | ----------------- | ----------------- |
| 1       | 30,000 €          | 140 + 40          |
| 2       | 22,500 €          | 130 + 20          |
| 3       | 20,000 €          | 120 + 10          |
| 4       | 15,000 €          | 110               |
| 5       | 12,500 €          | 100               |
| 6       | 11,000 €          | 90                |
| 7       | 10,000 €          | 80                |
| 8       | 8,500 €           | 70                |
| 9       | 7,500 €           | 60                |
| 10      | 6,000 €           | 50                |
| 11      | 5,500 €           | 40                |
| 12      | 5,000 €           | 30                |
| 13      | 4,500 €           | 20                |
| 14      | 4,000 €           | 10                |

## Wyniki poszczególnych turniejów

### I turniej
- Baku, 20 kwietnia – 5 maja 2008
- Wyniki na ChessBase.com

| Miejsce | Zawodnicy            | Ranking | Punkty |
| ------- | -------------------- | ------- | ------ |
| 1       | Vüqar Həşimov        | 2679    | 8      |
| 2       | Wang Yue             | 2689    | 8      |
| 3       | Magnus Carlsen       | 2765    | 8      |
| 4       | Şəhriyar Məmmədyarov | 2752    | 7½     |
| 5       | Aleksandr Griszczuk  | 2716    | 7½     |
| 6       | Michael Adams        | 2729    | 6½     |
| 7       | Piotr Swidler        | 2746    | 6½     |
| 8       | Teymur Rəcəbov       | 2751    | 6      |
| 9       | Gata Kamski          | 2726    | 6      |
| 10      | Siergiej Kariakin    | 2732    | 6      |
| 11      | Iwan Czeparinow      | 2696    | 5½     |
| 12      | David Navara         | 2672    | 5½     |
| 13      | Etienne Bacrot       | 2705    | 5      |
| 14      | Ernesto Inarkiew     | 2684    | 5      |

### II turniej
- Soczi, 30 lipca – 15 sierpnia 2008
- Wyniki na ChessBase.com

| Miejsce | Zawodnicy           | Ranking | Punkty |
| ------- | ------------------- | ------- | ------ |
| 1       | Lewon Aronian       | 2737    | 8½     |
| 2       | Teymur Rəcəbov      | 2744    | 8      |
| 3       | Wang Yue            | 2704    | 7½     |
| 4       | Gata Kamski         | 2723    | 7½     |
| 5       | Piotr Swidler       | 2738    | 7      |
| 6       | Dmitrij Jakowienko  | 2709    | 7      |
| 7       | Siergiej Kariakin   | 2727    | 7      |
| 8       | Wasilij Iwanczuk    | 2781    | 6½     |
| 9       | Vüqar Həşimov       | 2717    | 6½     |
| 10      | Aleksandr Griszczuk | 2728    | 6      |
| 11      | Iwan Czeparinow     | 2687    | 6      |
| 12      | Boris Gelfand       | 2720    | 5½     |
| 13      | David Navara        | 2646    | 4      |
| 14      | Mohamad Al-Modiahki | 2556    | 4      |

### III turniej
- Elista, 13 – 29 grudnia 2008
- Wyniki na ChessBase.com

| Miejsce | Zawodnicy            | Ranking | Punkty |
| ------- | -------------------- | ------- | ------ |
| 1       | Teymur Rəcəbov       | 2751    | 8      |
| 2       | Dmitrij Jakowienko   | 2737    | 8      |
| 3       | Aleksandr Griszczuk  | 2719    | 8      |
| 4       | Vüqar Həşimov        | 2703    | 7½     |
| 5       | Péter Lékó           | 2747    | 6½     |
| 6       | Wang Yue             | 2736    | 6½     |
| 7       | Şəhriyar Məmmədyarov | 2731    | 6½     |
| 8       | Étienne Bacrot       | 2705    | 6½     |
| 9       | Rustam Kasimdżanow   | 2672    | 6½     |
| 10      | Iwan Czeparinow      | 2696    | 6      |
| 11      | Paweł Eljanow        | 2720    | 5½     |
| 12      | Jewgienij Aleksiejew | 2715    | 5½     |
| 13      | Władimir Akopian     | 2679    | 5      |
| 14      | Ernesto Inarkiew     | 2669    | 5      |

### IV turniej
- Nalczyk, 14 – 29 kwietnia 2009
- Wyniki na ChessBase.com

| Miejsce | Zawodnicy            | Ranking | Punkty |
| ------- | -------------------- | ------- | ------ |
| 1       | Lewon Aronian        | 2754    | 8½     |
| 2       | Péter Lékó           | 2751    | 7½     |
| 3       | Władimir Akopian     | 2696    | 7½     |
| 4       | Aleksandr Griszczuk  | 2748    | 7      |
| 5       | Étienne Bacrot       | 2728    | 7      |
| 6       | Boris Gelfand        | 2733    | 6½     |
| 7       | Jewgienij Aleksiejew | 2716    | 6½     |
| 8       | Gata Kamski          | 2720    | 6      |
| 9       | Piotr Swidler        | 2726    | 6      |
| 10      | Siergiej Kariakin    | 2721    | 6      |
| 11      | Şəhriyar Məmmədyarov | 2725    | 6      |
| 12      | Wasilij Iwanczuk     | 2746    | 5½     |
| 13      | Rustam Kasimdżanow   | 2695    | 5½     |
| 14      | Paweł Eljanow        | 2693    | 5½     |

### V turniej
- Dżermuk, 8 – 24 sierpnia 2009
- Wyniki na ChessBase.com

| Miejsce | Zawodnicy            | Ranking | Punkty |
| ------- | -------------------- | ------- | ------ |
| 1       | Wasilij Iwanczuk     | 2703    | 8½     |
| 2       | Lewon Aronian        | 2768    | 8      |
| 3       | Boris Gelfand        | 2755    | 8      |
| 4       | Peter Leko           | 2756    | 7½     |
| 5       | Jewgienij Aleksiejew | 2714    | 7½     |
| 6       | Rustam Kasimdżanow   | 2672    | 7½     |
| 7       | Siergiej Kariakin    | 2717    | 7      |
| 8       | Pawło Eljanow        | 2716    | 6½     |
| 9       | Etienne Bacrot       | 2721    | 6      |
| 10      | Gata Kamski          | 2717    | 6      |
| 11      | Dmitrij Jakowienko   | 2760    | 5      |
| 12      | Władimir Akopian     | 2712    | 5      |
| 13      | Ernesto Inarkiew     | 2675    | 4½     |
| 14      | Iwan Czeparinow      | 2678    | 4      |

### VI turniej
- Astrachań, 9 – 25 maja 2010
- Wyniki na ChessBase.com

| Miejsce | Zawodnicy            | Ranking | Punkty |
| ------- | -------------------- | ------- | ------ |
| 1       | Pawło Eljanow        | 2751    | 8      |
| 2       | Rusłan Ponomariow    | 2733    | 7      |
| 3       | Dmitrij Jakowienko   | 2725    | 7      |
| 4       | Şəhriyar Məmmədyarov | 2763    | 7      |
| 5       | Jewgienij Aleksiejew | 2700    | 7      |
| 6       | Teymur Rəcəbov       | 2740    | 7      |
| 7       | Péter Lékó           | 2735    | 6½     |
| 8       | Vüqar Həşimov        | 2734    | 6½     |
| 9       | Wang Yue             | 2752    | 6½     |
| 10      | Boris Gelfand        | 2741    | 6      |
| 11      | Piotr Swidler        | 2735    | 6      |
| 12      | Wasyl Iwanczuk       | 2741    | 5½     |
| 13      | Ernesto Inarkiew     | 2669    | 5½     |
| 14      | Władimir Akopjan     | 2694    | 5½     |